# Iwan Bloch
Iwan Bloch (ur. 8 kwietnia 1872 w Delmenhorst, zm. 21 listopada 1922 w Berlinie) – niemiecki lekarz dermatolog i seksuolog. W 1907 roku wprowadził do medycyny pojęcie seksuologii (niem. Sexualwissenschaft). Odkrył rękopis dzieła 120 dni Sodomy markiza de Sade'a i doprowadził do jego opublikowania. Razem z Magnusem Hirschfeldem i Albertem Eulenburgiem był założycielem Towarzystwa Seksuologii i Eugeniki (Ärztliche Gesellschaft für Sexualwissenschaft und Eugenik).
Wiele swoich prac opublikował pod pseudonimami (Eugen Dühren, Albert Hagen, Veriphantor, Gerhard von Welsenburg).
W 1896 ożenił się z Rosą Heinemann.

## Wybrane prace
Książki
- Die Memoiren des Grafen von Tilly

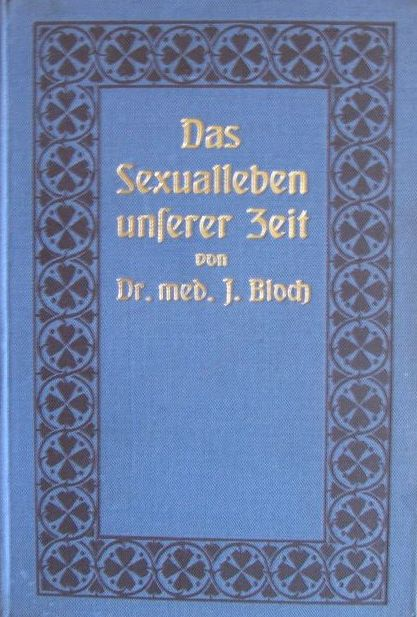
Das Sexualleben unserer Zeit (1907)

  - Band I: Reihe „Sexualpsychologische Bibliothek” Bd. 1, Hg. I. B.
  - Band II: ebd. Bd. 2
- C. Bernaldo de Quiros & J. M. Lianas Aguilaniedo: „Verbrechertum und Prostitution in Madrid” ebd. Bd. 3
- Tresmin-Trémolières: „Yoshiwara. Die Liebesstadt der Japaner” ebd. Band 4
- Camille Granier: „Das verbrecherische Weib” ebd. Band 5
- Maurice Talmeyr: „Das Ende einer Gesellschaft” ebd. Band 6

Artykuły
- Über den Chirurg Ido Wolff (1615–1695). Oldenburger Jahrbuch 1898
- Die Individualisierung der Liebe. Mutterschutz. Zeitschrift zur Reform der Sexuellen Ethik, Heft 7, 1906, ss. 274–282
- Die primitiven Wurzeln der Prostitution In: Zeitschrift für Bekämpfung der Geschlechtskrankheiten, XII. Band, 1912, ss. 143–160
- Über die Freudsche Lehre In: Zeitschrift für Sexualwissenschaft, Band III (April 1916 bis März 1917) ss. 57–63

Prace
- Das Versehen der Frauen in Vergangenheit und Gegenwart und die Anschauungen der Aerzte, Naturforscher und Philosophen darüber (1899, jako Gerhard von Welsenburg)
- Der Marquis de Sade und seine Zeit. Ein Beitrag zur Cultur- und Sittengeschichte des 18. Jahrhunderts. Mit besonderer Beziehung auf die Lehre von der Psychopathia Sexualis 1900, jako Dühren. -1. Aufl. Barsdorf, Berlin 1900; Max von Harrwitz, Berlin 1904; 5. Aufl. Barsdorf, Berlin 1915 (Studien zur Geschichte des menschlichen Geschlechtslebens Bd. 1.). Inges. 7 Aufl. zu Lebzeiten. Zuletzt 1978: Heyne, München ISBN 3-453-50124-1
  - Marquis de Sade. His life and his works transl. James Bruce. Castle/ Book Sales, NY 1948 (128 ss.).
- Der Ursprung der Syphilis. Eine medizinische und kulturgeschichtliche Untersuchung. Fischer Verlag, 1901
- Beiträge zur Aetiologie der Psychopathia sexualis Vorrede Albert Eulenburg (1902)
- Der Fetischismus (1903)
- Das erste Auftreten der Syphilis(lustseuche) in der europäischen Kulturwelt. Fischer, 1904
- Rétif-Bibliothek. Verzeichnis der französischen und deutschen Ausgaben und Schriften von und über Nicolas Edme Restif de la Bretonne (1906, jako Eugen Dühren)
- Rétif de la Bretonne. Der Mensch, der Schriftsteller, der Reformator. Verlag von Max Harrwitz, 1906 (jako Eugen Dühren)
- Die sexuelle Osphresiologie (1906, jako Albert Hagen)
- Das Sexualleben unserer Zeit in seinen Beziehungen zur modernen Kultur. L. Marcus, 1907
  - Życie płciowe naszych czasów. Lwów 1929
- Englische Sittengeschichte (früher: Das Geschlechtsleben in England) (1912)
- Irrungen menschlicher Liebe
- Neue Forschungen über den Marquis de Sade und seine Zeit. Mit besonderer Berücksichtigung der Sexualphilosophie de Sade's auf Grund des neuentdeckten Original-Manuskriptes seines Hauptwerkes (als Dühren); Nachdruck 1965; wieder VDM Vlg. Dr. Müller, Saarbrücken 2007
- Die Prostitution (Band 1, 1912; 2. Band 1925)
- Anthropological Studies on the Strange Sexual Practices of All Races and All Ages (1933)